# 方汉奇
方汉奇（1926年12月27日—），原名汉迁，男，汉族，广东普宁人，中国新闻史学家，曾任中国人民大学教授、博士生导师。